# ルキウス・フリウス・カミッルス (紀元前338年の執政官)

## 経歴
ローマ第二の創建者と謳われるマルクス・フリウス・カミッルスの孫にあたる。紀元前338年、ガイウス・マエニウスと共に執政官に就任。
両執政官はラティウム中央部のペドゥム（現在のガッリカーノ・ネル・ラーツィオ、ローマから25 km）の包囲戦を再開した。ティブル（現在のティヴォリ）とプラエネステ（現在のパレストリーナ）がこれを支援したが、ローマ軍はこれら都市の連合軍に勝利した。両執政官は、反乱したラティウムの都市を全て攻略し、ラティウム同盟は完全に敗北、ラティウム戦争は終結した。この勝利に対して、両執政官共に凱旋式を実施する栄誉を得ている。
ルキウス・フリウスは紀元前325年にも再び執政官に就任、同僚執政官はデキムス・ユニウス・ブルトゥス・スカエウァであった。ウェスティニ（en）に対する作戦はデキムスが担当し、ルキウスは対サムニウム戦を担当することとなった。しかしながら、このとき重病を患い、実際には軍を指揮することはできなかった。軍の指揮は独裁官（ディクタトル）ルキウス・パピリウス・クルソルに委ねられた。

## 参考資料
1. 1 2  ティトゥス・リウィウス『ローマ建国史』、VIII, 13.
2. ↑  凱旋式のファスティ
3. 1 2  ティトゥス・リウィウス『ローマ建国史』、VIII, 29.